# Gegeneophis tejaswini
Espèce
Gegeneophis tejaswini est une espèce de gymnophiones de la famille des Indotyphlidae.

## Répartition
Cette espèce est endémique du Kerala en Inde. Elle se rencontre dans le district de Kasaragod.

## Publication originale
- Kotharambath, Wilkinson, Oommen & Gower, 2015 : A new species of Indian caecilian highlights challenges for species delimitation within Gegeneophis Peters, 1879 (Amphibia: Gymnophiona: Indotyphlidae). Zootaxa, no 3948, p. 60-70.